# Hugh Gough (facteur de clavecins)
Hugh Gough (Heptonstall (Yorkshire), 31 janvier 1916 - New York, 14 avril 1997) est un facteur d'instruments de musique anglais. Spécialisé dans la production de pianos, clavicordes, clavecins et luths, il a été un des tout premiers artisans du retour à la facture à l'ancienne de ces instruments. 

## Biographie
Il étudia l'économie à la Westminster School et à l'université de Londres. En 1934 il entra en contact avec Arnold Dolmetsch et apprit à jouer du clavicorde  auprès de ce dernier puis s'intéressa à la facture instrumentale, construisant ses premiers instruments. Largement autodidacte, il restaura plusieurs instruments anciens et fréquenta les musées pour s'inspirer et se rapprocher de la facture traditionnelle dont il devint un des spécialistes incontestés. 
C'est seulement après la Seconde guerre mondiale, en 1946, qu'il se décida à en faire son métier. En 1958 il se rendit aux Etats-Unis, rejoignant dans leur atelier Frank Hubbard (rencontré chez Dolmetsch et qui avait travaillé dans son atelier en 1948) et William Dowd pendant six mois. Il retourna en Angleterre mais revint aux États-Unis, cette fois de façon définitive. 
Installé à Greenwich Village, il eut une période beatnik avant de se marier en 1968 avec sa femme, Christabel Stevens. Il continua son activité de facteur pendant les années 1980 et 1990, construisant également des luths, sa dernière passion, jouant un rôle important dans le développement de la diffusion de la musique ancienne, en contact avec des personnalités telles que Nikolaus Harnoncourt et Gustav Leonhardt mais travaillant de façon très discrète et loin des feux de la rampe.
Collectionneur, restaurateur, revendeur, Gough travaillait seul, mais a formé et influencé plusieurs collègues. Il a également publié, notamment dans les dictionnaires Grove. 
Le nombre d'instruments qu'il a fabriqués n'est pas considérable, et consiste en grande partie en clavicordes.